# James Berkeley, III conte di Berkeley
James Berkeley, III conte di Berkeley, visconte Dursley (Gloucester, 1679 – Coincy, 17 agosto 1736), è stato un ammiraglio britannico.

## Biografia
Figlio di Lord Charles Berkeley ed Elizabeth Noel, apparteneva all'alta nobiltà inglese.
Studiò a Cambridge ma intraprese la carriera di ufficiale in marina, venendo promosso capitano nel 1701.
Si distinse durante la battaglia di Malaga sotto l'ammiraglio Rooke, bloccando la flotta nemica con un'abile manovra strategica.
Implicato come l'ammiraglio Shovell nel disastro delle Scilly, fu privato per qualche tempo del grado di commodoro.
Il 10 maggio 1717 divenne il primo Lord del Mare e fu anche il primo dei Viceammiragli d'Inghilterra.
Morì il 17 agosto 1736 al castello di Aubigny presso Coincy e fu sepolto il 31 ottobre di quello stesso anno a Berkeley.

## Matrimonio e figli
James Berkeley sposò lady Louisa Lennox (24 dicembre 1694 - 15 gennaio 1716), figlia di Charles Lennox, I duca di Richmond e di Anne Brudenell, il 13 febbraio 1711. La coppia ebbe due figli sebbene la moglie fosse morta nel tentativo di dare alla luce la seconda figlia.
- Augustus Berkeley, IV conte di Berkeley (18 febbraio 1715 - 9 gennaio 1755), Luogotenente Colonnello dell'esercito britannico, sposò Lady Elizabeth Drax
- Elizabeth Berkeley (15 January 1716 - ?)

## Onorificenze
| Controllo di autorità | VIAF (EN) 315945229 |